# 칼리물라 칸 (축구 선수)
칼리물라 칸(우르두어: کلیم الله خان Kaleemullah Khan, 1992년 9월 20일~)는 파키스탄의 축구 선수로 포지션은 공격수 겸 미드필더이며 파키스탄 U-23 대표팀으로 2번의 아시안 게임(2010년, 2014년)에도 출전하였다.

## 수상

### 클럽
KRL FC
- 파키스탄 프리미어리그 : 우승 (2009-10, 2011-12, 2012-13, 2013-14), 준우승 (2010-11)
- PFF 내셔널 챌린지컵 : 우승 (2009, 2010, 2011, 2012)
- AFC 챌린지리그 : 준우승 (2013)
- KPT-PFF컵 : 3위 (2010)
- PFF 페어플레이 트로피 : 우승 (2013)

 도르도이 비슈케크
- 키르기스스탄 프리미어리그 : 우승 (2014)
- 키르기스스탄컵 : 우승 (2014)
- 키르기스스탄 슈퍼컵 : 우승 (2014)
- 알라투컵 : 우승 (2015)

K-일렉트릭
- NBP 프레지던트컵 : 3위 (2017)

### 개인
- 파키스탄 프리미어리그 득점왕 : 2011-12 (35골)
- 파키스탄 프리미어리그 최우수선수 : 2013
- 파키스탄 축구 연맹 선정 올해의 선수 : 2013
- 키르기스스탄 프리미어리그 득점왕 : 2014 (18골)
- 키르기스스탄 프리미어리그 최우수선수 : 2014